# Maximilian Meyer Heine
Maximilian Meyer Heine (6 de novembro de 1807 - 6 de novembro de 1879) era um médico alemão, que serviu no exército russo durante a Guerra Russo-Turca e que mais tarde se tornou conselheiro de estado russo. Ele era o irmão mais novo de Heinrich Heine, o famoso poeta romântico alemão.
Depois de estudar medicina nas universidades de Berlim e Munique, ele se formou em médico em 1829 e, no mesmo ano, ingressou no exército russo como cirurgião. Durante o serviço militar, ele participou da invasão dos Bálcãs com o General Diebitschs e, em 1832, participou da luta contra a rebelião polonesa.[carece de fontes?] Voltando à Rússia, ele viveu em São Petersburgo e se tornou o cirurgião-chefe designado para uma escola militar. Após sua renúncia ao exército, ele recebeu o título de Conselheiro de Estado. Juntamente com seus colegas Thielmann e Krebel, ele fundou o Medical newspaper of Russia, um periódico que editou de 1844 a 1860. Ele morreu em Berlim em 1879.